# جنسیس جی‌وی۶۰
جنسیس جی‌وی۶۰ (به انگلیسی: Genesis GV60)‌ یک کراس‌اوور لوکس اجرایی کامپکت با باتری است که توسط جنسیس، یکی از شرکت‌های لوکس هیوندای تولید شده‌است. این محصول که در زیر جی‌وی۷۰ قرار دارد، اولین محصول جنسیس است که بر روی پلت فرم مدولار جهانی هیوندای الکتریک (E-GMP) توسعه یافته است.